# Crédit Agricole
Crédit Agricole un important conglomerat financiar din Franța, alături de BNP Paribas, Société Générale și Groupe BPCE, acestea formând „big four” sau cele patru mari bănci ale țării. În august 2006, Credit Agricole era primul grup bancar francez, al doilea în Europa și al cincilea în lume, după nivelul fondurilor proprii. La sfârșitul anului 2005, banca avea active de 1.170 miliarde euro. Din 2011, a fost inclusă în rândul băncilor cu importanță sistemică la nivel mondial. În anul 2018 Crédit Agricole ocupa locul zece în lume în ceea ce privește activele înregistrate.
Principala entitate a grupului Crédit Agricole este Crédit Agricole S.A., care deține controlul asupra celorlalte companii din cadrul grupului. Printre acestea se numără Crédit Lyonnais Bank, care face parte din rețeaua bancară, diverse instituții financiare în alte țări, o companie de asigurări și Amundi, o societate de administrare a activelor. Grupul Crédit Agricole este prezent în 48 de țări și deserveste 52 de milioane de clienți printr-o extinsă rețea de aproximativ 10.000 de sucursale, dintre care aproximativ 8.200 sunt în Franța.

## Istoric
În perioada secolului al XIX-lea și în prima jumătate a secolului al XX-lea, agricultura franceză se baza în principal pe fermele familiale de dimensiuni mici, care întâmpinau dificultăți în obținerea creditelor pentru modernizare din partea băncilor tradiționale. Încă din a doua jumătate a secolului al XIX-lea, au existat încercări de înființare a unei bănci specializate în creditul agricol, însă abia în 1885 a apărut prima societate de succes în acest domeniu, sub forma unei cooperative agricole. 
Legea adoptată la data de 5 noiembrie 1894 a stabilit regulile privind înființarea acestor cooperative, le-a conferit monopolul în acordarea creditelor fermierilor și a scutit activitățile lor de impozitare. Din 1897, Banca Franței a început să ofere sprijin financiar acestor societăți, iar în 1899 au fost înființate bănci regionale care să acționeze ca intermediari între cooperativele agricole și Ministerul Agriculturii. 
Primul Război Mondial a avut un impact semnificativ asupra sectorului agricol al economiei franceze, iar nivelurile de producție de dinaintea războiului au fost atinse abia în 1930. În 1920, a fost creat un organism național responsabil cu supravegherea băncilor regionale care acționau în cadrul cooperativelelor agricole, iar în 1926 acesta a fost denumit Caisse Nationale de Crédit Agricole (Oficiul Național de Credit Agricol, CNCA).
În timpul celui de-al Doilea Război Mondial, guvernul de la Vichy a preluat controlul asupra Crédit Agricole și altor bănci rămase în Franța. Modelul lor cooperativ s-a dovedit a fi eficient și a reușit să prevină declinul agriculturii, în contrast cu perioada de după Primul Război Mondial. După încheierea celui de-al Doilea Război Mondial, Crédit Agricole a fost una dintre băncile naționalizate, iar în sectorul financiar s-a instituit o ierarhie controlată de Ministerul Finanțelor și Banca Franței. A început un proces de modernizare a sectorului agricol, în care Crédit Agricole a jucat un rol important. Fondurile alocate de către societățile regionale au crescut de la 1,6 miliarde de franci în 1938 la 28 de miliarde în 1946. 
În 1966, banca a primit autorizația de a înființa structuri subsidiare și de a acorda împrumuturi nu doar agricultorilor. În același an, s-a înființat o divizie de investiții, iar din anul următor banca a început să-și păstreze rezervele nu doar în seifurile Băncii Franței, ci și în propriile sale seifuri.
Începând din 1975, Crédit Agricole a început să se extindă la nivel internațional, iar în 1977, datorită scăderii valorii dolarului în raport cu francul, a devenit pentru scurt timp cea mai mare bancă din lume. În 1978, profitul net de 400 de milioane de franci a depășit suma câștigată de celelalte patru mari bănci franceze la un loc. De asemenea, banca a intrat pe piața creditelor ipotecare. Aceste succese au determinat pierderea stimulentelor fiscale pentru bancă în acel an și, de asemenea, i s-a interzis să deschidă noi sucursale în orașe în care nu erau necesare creditele agricole timp de trei ani.
În anul 1979, Crédit Agricole a deschis prima sucursală în străinătate la Chicago, urmată de sucursale în Londra și New York. Până la mijlocul deceniului, banca avea sucursale în America de Nord, America Latină, Europa, Asia și Orientul Mijlociu. Aceste filiale se implicau în diverse activități financiare, cum ar fi cardurile de plată, leasingul și turismul. În anul 1982, doar o treime din activele băncii erau în sectorul agricol. În 1985, a fost înființată filiala de asigurări de viață, Predica, care până în 1988 a devenit a doua cea mai mare companie de asigurări de viață din Franța în ceea ce privește mărimea. Ulterior, în anul 1990, prin intermediul filialei Pacifica, Crédit Agricole a început să ofere și alte tipuri de asigurări.
În anul 1987, Crédit Agricole a fost transformată dintr-o companie de stat într-o companie mutuală, prin transferul a 90% din acțiuni către băncile regionale și majoritatea celor 10% rămase distribuite angajaților. Statul a păstrat o participație minoră. În 1988, banca a achiziționat două case de brokeraj pariziene, Bertrand Michel și Yves Soulié. În 1989, Crédit Agricole a pierdut monopolul de acordare de împrumuturi pentru agricultori și a devenit efectiv o bancă universală.
În anul 2001, Crédit Agricole a fost transformată în societate pe acțiuni, Crédit Agricole S.A., iar acțiunile sale au fost listate la bursa din Paris. În 2003, a avut loc fuziunea cu Crédit Lyonnais, iar în reorganizarea ulterioară din 2006 a fost înființată divizia de Corporate și Investment Banking (Crédit Agricole Corporate and Investment Bank, CA CIB). În perioada 2004-2005, au fost înființate subsidiare în Egipt, Ucraina, Serbia, Grecia, Italia și Portugalia. În august 2006, Crédit Agricole a devenit acționar majoritar al băncii grecești Emporiki Bank. În 2010, a fost creată o filială de gestionare a activelor, Amundi, iar în 2017 a devenit a zecea cea mai mare societate de gestionare a activelor din lume în funcție de activele gestionate, cu un total de 1.709 trilioane de dolari.
În anul 2012, Crédit Agricole S.A. a înregistrat o pierdere record de 6,5 miliarde de euro, din cauza problemelor financiare din Grecia, Italia și Portugalia, în special datorită vânzării băncii grecești Emporiki Bank la prețul simbolic de 1 euro.

## Imaginea
Crédit Agricole este denumit uneori „banca verde”, datorită faptului că a fost creat inițial pentru a servi sectorul agricol.

### Slogan
- 1976–1987: „Le bon sens près de chez vous”;
- 1987–1994: „Le bon sens en action” (1987-1990) apoi „Le bon sens” (1990-1994);
- 1994–2005: „L'imagination dans le bon sens”;
- 2005–2011: „Une relation durable, ça change la vie”;
- 2011–2016: „Le bon sens a de l’avenir”;
- 2016–2020: „Toute une banque pour vous”;
- Din 2020:  „Agir chaque jour dans votre intérêt et celui de la société”.

## Proprietari și management
Crédit Agricole are ca principal proprietar o asociație formată din 39 de bănci regionale prin intermediul SAS Rue La Boétie, fiind cea mai mare deținătoare de acțiuni cu 56,26% din acțiuni în aprilie 2019. Investitorii instituționali dețineau 31,9% din acțiuni, investitorii privați 7,27%, angajații 4,42%, iar acțiunile proprii reprezentau 0,15%.
În ceea ce privește conducerea, Dominique Lefebvre a deținut funcția de președinte începând cu 2015, fiind membru al consiliului de administrație din 2007. Anterior, a ocupat poziții de conducere în mai multe bănci regionale.
Philippe Brassac este directorul general al Crédit Agricole din 2015 și a fost angajat la această bancă din anul 1982. De asemenea, el este vicepreședinte al comitetului executiv al Federației Franceze a Bancherilor.

## Activități
Activitățile Crédit Agricole sunt diversificate și includ următoarele domenii principale:
- Serviciile bancare de retail: Această activitate generează aproximativ 30,7% din veniturile băncii. Crédit Agricole are aproximativ 6 milioane de clienți în Franța, iar serviciile bancare de retail sunt oferite prin rețeaua sa extinsă, formată din 1.700 de sucursale ale Crédit Lyonnais și cele 39 de bănci regionale. Rețeaua lor de 6.800 de sucursale este cea mai mare din țară. De asemenea, băncii îi aparține o rețea de peste hotare, care cuprinde 2.117 de sucursale și deserveste 5,3 milioane de clienți, generând 44% din veniturile din serviciile bancare de retail.

- Gestionarea activelor, asigurări și servicii bancare private: Această activitate contribuie cu 28,8% la veniturile grupului. Crédit Agricole oferă servicii de gestionare a activelor, asigurări și servicii bancare private pentru clienți. Aceste servicii includ administrarea portofoliilor de investiții, planificarea financiară și soluții de asigurare.

- Serviciile bancare pentru companii și investiții: Această activitate reprezintă 26,7% din veniturile băncii. Crédit Agricole oferă servicii bancare pentru companii și investiții, concentrându-se pe deservirea marilor corporații. Aceste servicii includ finanțare pentru achiziții și proiecte, consultanță financiară și tranzacții cu acțiuni.

- Servicii financiare speciale: Crédit Agricole este lider în furnizarea de servicii financiare speciale, cum ar fi leasingul și factoringul, pe piața internă. Această activitate generează 13,8% din veniturile băncii. Prin intermediul acestor servicii, Crédit Agricole oferă soluții de finanțare pentru achiziționarea de active și gestionarea fluxului de numerar pentru companii.

## Date financiare
La sfârșitul anului 2020, Crédit Agricole avea depozite în valoare de 963 de miliarde de euro și credite acordate în valoare de 985 de miliarde de euro.
Crédit Agricole are, de asemenea, filiale de retail în diverse țări, printre care Italia, Polonia, Egipt, Ucraina, România și Serbia. În plus, deține Crédit du Maroc.
Distribuția geografică a veniturilor Crédit Agricole în conformitate cu informațiile furnizate este după cum urmează:
- Franța: 52,9%
- Italia: 16,1%
- Restul Europei: 18,9%
- America de Nord: 5,5%
- Japonia: 1,6%
- Restul Asiei și Oceaniei: 2,5%
- Africa și Orientul Mijlociu: 2,3%
- America Centrală și de Sud: 0,2%

Principalul component al grupului este Crédit Agricole S.A., care contribuie cu 19,7 miliarde de euro din totalul de 32,8 miliarde de euro în venituri. De asemenea, Crédit Agricole S.A. are active în valoare de 1,62 trilioane de euro din totalul de 1,85 trilioane de euro și capitaluri proprii în valoare de 65,5 miliarde de euro din totalul de 112,2 miliarde de euro în anul 2018.
În clasamentul Forbes Global 2000 al celor mai mari companii publice din lume pentru 2019, Crédit Agricole a ocupat locul 104. Compania a fost clasificată pe locul 167 în ceea ce privește cifra de afaceri, locul 160 în ceea ce privește venitul net, locul 15 în ceea ce privește activele și locul 337 în ceea ce privește capitalizarea bursieră.
|                  | 2009 | 2010 | 2011  | 2012 | 2013 | 2014 | 2015 | 2016 | 2017 | 2018 |
| ---------------- | ---- | ---- | ----- | ---- | ---- | ---- | ---- | ---- | ---- | ---- |
| Cifra de afaceri | 89,1 | 87,7 | 69,5  | 63,5 | 64,8 | 48,5 | 38,2 | 18,6 | 21,1 | 52,2 |
| Profit net       | 1,3  | 1,6  | 0,327 | -2,7 | 3,3  | 3,1  | 3,9  | 3,5  | 3,6  | 4,7  |
| Active           | 2234 | 2138 | 2238  | 2132 | 2093 | 1923 | 1661 | 1608 | 1862 | 1857 |

|                  | Active, trilioane de euro | Depozite, miliarde euro | Capital propriu, miliarde euro | Venituri, miliarde euro | Profit net, miliarde euro | Capitalizarea, miliarde euro | Angajați, mii de persoane |
| ---------------- | ------------------------- | ----------------------- | ------------------------------ | ----------------------- | ------------------------- | ---------------------------- | ------------------------- |
| BNP Paribas      | 2,489                     | 941                     | 117,3                          | 44,28                   | 7,067                     | 53,9                         | 189,5                     |
| Crédit Agricole  | 2,218                     | 963                     | 126,5                          | 33,60                   | 5,573                     | 38,4                         | 142                       |
| Société Générale | 1,462                     | 456,1                   | 66,98                          | 22,11                   | 0,196                     | 22,5                         | 149                       |
| Groupe BPCE      | 1,446                     | 816                     | 78,41                          | 22,54                   | 1,610                     | -                            | 105                       |